# 오스트리아의 연표
| 연대   | 오스트리아 |
| ------ | --- |
| AD 375 | 게르만족의 대이동. |
| 486    | 프랑크 왕국 건국. |
| 799    | 오스트마르크 건설. |
| 843    | 베르됭 조약으로 프랑크 왕국 분열. |
| 870    | 메르센 조약으로 동프랑크 왕국의 로덴 지방 일부 합병. |
| 911    | 루트비히 4세 사망. 카롤링거 왕가 단절. |
| 962    | 신성로마제국 건국. |
| 976    | 오스트리아 변경백국]으로 바이에른 공국으로부터 독립. |
| 1156   | 오스트리아 변경백국이 오스트리아 공국으로 승격. |
| 1192   | 슈타이어마르크 공국 합병. |
| 1246   | 프리드리히 2세 사망. 바벤부르크 공가 단절. 오스트리아의 대공위시대(~1278). |
| 1278   | 루돌프 1세가 오타카르 2세로부터 탈환. 합스부르크 왕가의 오스트리아 공국 지배 시작. |
| 1291   | 스위스 독립전쟁 발발.(~1499) |
| 1363   | 티롤 백국 합병. |
| 1365   | 빈 대학교 설립. |
| 1379   | 오버외스터라이히, 니더외스터라이히를 통치하는 알브레히트 계열과 케른텐, 슈타이어마르크, 티롤을 통치하는 레오폴트 계열로 분열. |
| 1452   | 프리드리히 3세가 신성로마황제로 선출. 합스부르크 왕가의 제위 독점 시작. |
| 1453   | 오스트리아가 대공국으로 승격. |
| 1477   | 레오폴트 계열의 막시밀리안이 부르고뉴 공국 합병. |
| 1482   | 아라스 조약으로 부르고뉴를 프랑스에게 양도. |
| 1493   | 막시밀리안 1세가 분열된 합스부르크 가문 통합. 상리스 조약으로 프랑스의 부르고뉴 반환. |
| 1499   | 바젤 조약으로 스위스 독립. |
| 1504   | 펠리페 1세가 후아나와 카스티야와 레온의 공동 군주로 즉위. |
| 1519   | 카스티야와 레온, 아라곤의 군주인 카를로스가 신성로마황제로 즉위하면서, 합스부르크 세계 제국 출연. |
| 1526   | 오스트리아 대공국과 보헤미아 왕국, 헝가리 왕국의 동군연합 성립. |
| 1529   | 제1차 오투전쟁으로 오스만 제국에 오스만 헝가리와 트란실바니아를 할양하고, 로열 헝가리만을 소유. |
| 1556   | 신성로마황제, 오스트리아 대공, 보헤미아 왕과 헝가리 왕을 겸하는 오스트리아계 합스부르크와 카스티야와 레온의 왕, 아라곤 왕, 시칠리아 왕, 나폴리 왕을 겸하는 에스파냐계 합스부르크로 분열로 합스부르크 세계 제국 해체. |
| 1618   | 30년 전쟁 발발.(~1648) |
| 1648   | 베스트팔렌 조약으로 30년 전쟁 종전 및 10개의 국가 독립. |
| 1663   | 제4차 오투전쟁 발발.(~1664) |
| 1664   | 바스바르 조약 체결로 제4차 오투전쟁 종전. |
| 1683   | 대튀르크 전쟁 발발.(~1699) |
| 1695   | 쇤브룬 궁전 건축 시작.(~1750) |
| 1699   | 카를로비츠 조약 체결로 오스만 제국으로부터 오스만 헝가리와 트란실바니아 획득. |
| 1701   | 에스파냐 왕위 계승 전쟁 발발.(~1716) |
| 1713   | 국사조칙으로 살리카 법 폐지. |
| 1714   | 라슈타트 조약으로 남부 네덜란드, 북부 이탈리아, 사르데냐 획득. |
| 1716   | 제5차 오투전쟁 발발. |
| 1718   | 파사로비츠 조약으로 오스만 제국으로부터 세르비아 획득. |
| 1720   | 사르데냐-시칠리아 교환으로 시칠리아 왕국과 동군연합 성립. |
| 1731   | 영국과 네덜란드 공화국의 국사조칙 승인. |
| 1733   | 폴란드 왕위 계승 전쟁 발발.(~1738) |
| 1738   | 빈 조약으로 시칠리아 왕국, 나폴리 왕국과 파르마 공국 교환 및 토스카나 대공국 획득. |
| 1740   | 마리아 테레지아가 합스부르크의 영지 계승 오스트리아 왕위 계승 전쟁 발발.(~1748) |
| 1748   | 아헨 조약으로 슐레지엔의 대부분을 프로이센에 할양. |
| 1750   | 쇤브룬 궁전 완공. |
| 1756   | 외교혁명(오스트리아-프랑스-러시아-스웨덴 동맹 결성) 7년 전쟁 발발.(~1763) |
| 1763   | 후베르투스부르크 화약으로 프로이센의 슐레지엔 영유 승인. |
| 1770   | 마리 앙투아네트가 루이 오귀스트와 혼인. |
| 1772   | 폴란드 1차 분할로 마워폴스카 일부, 서부 포돌리아, 갈리치아 합병. |
| 1775   | 부코비나 합병. |
| 1778   | 바이에른 왕위 계승 전쟁 발발.(~1779) |
| 1781   | 신앙관용령, 농노폐지령 공포. |
| 1779   | 테셴 협정으로 바이에른의 인 지구 합병. |
| 1792   | 프랑스 혁명으로 프랑스 혁명 전쟁 시작.(~1802) |
| 1795   | 폴란드 3차 분할로 크라쿠프와 소폴란드 전역 합병. |
| 1796   | 나폴레옹의 제1차 이탈리아 원정으로 프랑스 제1공화국과 전쟁. |
| 1797   | 캉포-포르미오 조약으로 프랑스에 남부 네덜란드, 북이탈리아, 라인 강 주변 할양. |
| 1799   | 프랑스의 괴뢰국인 치살피나 공화국, 리구리아 공화국 합병으로 북이탈리아 탈환. |
| 1801   | 뤼네빌 조약으로 치살피나 공화국과 리구리아 공화국 독립. |
| 1804   | 오스트리아가 제국으로 승격. |
| 1806   | 오스트리아 제국, 프로이센 왕국, 헤센다름슈타트 대공국을 제외한 모든 영방국가가 라인동맹에 가맹하면서 신성로마제국 붕괴. |
| 1809   | 쇤부른 조약으로 프랑스 제1제국에 티롤과 잘츠부르크 할양 및 거액의 배상금 지불 및 나폴레옹과 마리아 루이제의 약혼. |
| 1810   | 나폴레옹과 마리아 루이제의 결혼. |
| 1814   | 퐁텐블로 조약으로 나폴레옹의 폐위와 추방 및 4국동맹(영국·오스트리아·러시아·프로이센)의 승리. |
| 1815   | 빈 회의로 티롤과 잘츠부르크를 회복, 롬바르디아와 베네치아, 달마티아 전역을 합병. 신성동맹 결성. 독일 연방 창설. |
| 1846   | 크라쿠프 공화국이 오스트리아 제국의 구성 왕국인 갈리치아-로도메리아 왕국에 합병. |
| 1848   | 흠정헌법 공포 및 프랑크푸르트 국민 의회 소집. |
| 1859   | 이탈리아 통일 전쟁 시작. 빌라블랑카 강화로 종전. |
| 1864   | 슐레스비히 문제로 덴마크와 전쟁.(~1865) 오스트리아의 대공 막시밀리안이 나폴레옹 3세의 추대로 멕시코 황제로 즉위. |
| 1865   | 가슈타인 협정으로 홀슈타인이 오스트리아의 위임통치령화. |
| 1866   | 보오전쟁 프라하 조약으로 프로이센에 홀슈타인 할양, 이탈리아에 베네치아 할양. 독일 연방 탈퇴. |
| 1867   | 오스트리아 헝가리 이중 제국 선포. |
| 1872   | 독일, 러시아, 오스트리아 베를린 3제 회담. |
| 1873   | 3제 동맹(독일-러시아-오스트리아) 성립. |
| 1879   | 독일-오스트리아 동맹 체결. |
| 1881   | 신 3제 동맹(독일-오스트리아-러시아) 성립. 오스트리아-세르비아 비밀 동맹 체결. |
| 1882   | 삼국 동맹(독일-오스트리아-이탈리아) 성립. |
| 1883   | 오스트리아-루마니아 비밀 동맹 체결. |
| 1888   | 오스트리아 사회민주당 창립. |
| 1889   | 루돌프 황태자 자살로 프란츠 페르디난트 대공이 황태자가 됨. |
| 1898   | 시씨 황후가 제노바에서 암살. |
| 1907   | 보통선거제 실시. |
| 1908   | 보스니아 헤르체고비나 합병. |
| 1914   | 사라예보 사건으로 제1차 세계 대전 발발. |
| 1916   | 프란츠 요제프 1세 사망 카를 1세 오스트리아 황제 및 헝가리 왕으로 즉위. |
| 1918   | 생제르맹 조약과 트리아농 조약으로 이중 제국 해체. 오스트리아 제1공화국의 출범 헝가리 왕국의 독립. 보헤미아 왕국, 모라바 변경백국, 오스트리아령 실레시아, 슬로바키아가 체코슬로바키아로 독립. 크로아티아-슬라보니아 왕국과 달마티아 왕국, 피우메가 세르비아인 크로아티아인 슬로베니아인 왕국의 일원으로 독립. 크라인 공국이 세르비아인 크로아티아인 슬로베니아인 왕국의 일원으로 독립. 갈리치아-로도메리아 왕국이 폴란드 공화국에 합병. 보스니아 헤르체고비나가 세르비아 왕국에 합병. 고리치아 그라디스카 후백국과 쥐트티롤이 이탈리아 왕국에 합병. 트란실바니아 대공국과 부코비나 공국이 루마니아 왕국에 합병. |
| 1920   | 국제 연맹 가입. |
| 1938   | 나치 독일에 합병. |
| 1945   | 미국·영국·프랑스·소련의 분할 통치. |
| 1955   | 오스트리아 국가 조약으로 오스트리아 제2공화국 출범. 유엔 가입. |
| 1960   | 유럽자유무역지대 가입. |
| 1979   | 빈에 UN 지부 설립. |
| 1995   | 유럽 연합 가입. |
| 2002   | 오스트리아 실링 폐지. 유로 사용. |

## 같이 보기
- 오스트리아의 역사